# أليكس يونغ (منتج أفلام)
أليكس يونغ (بالإنجليزية: Alex Young)‏ هو منتج أفلام أمريكي، ولد في 29 أغسطس 1971 في لندن في المملكة المتحدة.

## وصلات خارجية
- أليكس يونغ على موقع IMDb (الإنجليزية)
- أليكس يونغ على موقع بوكس أوفيس موجو (الإنجليزية)
- أليكس يونغ على موقع قاعدة بيانات الفيلم (الإنجليزية)